# گمینا اوسیاکوو
گمینا اوسیاکوو (به لهستانی:  Gmina Osjaków) یک گمینا در لهستان است که در شهرستان ویلون واقع شده‌است. گمینا اوسیاکوو ۱۰۰٫۷۴ کیلومتر مربع مساحت و ۴٬۷۸۰ نفر جمعیت دارد.